# 道の駅251いいもりじゃがーロード
道の駅251いいもりじゃがーロード（みちのえき にーごーいちいいもりじゃがーロード）は、長崎県諫早市に建設中の国道251号の道の駅である。

## 概要
諫早市初の道の駅で、長崎県の道の駅としては2016年（平成28年）4月24日にオープンした道の駅させぼっくす 99（佐世保市）以来12か所目である。
敷地面積は約1.1 ha。愛称は、公募の5候補から市民投票を実施し、特産のジャガイモに由来する「じゃがーロード」が1番人気となり決定した。道の駅整備計画地である飯盛町の「いいもり」を付け加えた。

## 歴史
- 2025年（令和7年）1月31日 - 国土交通省より道の駅第62回登録において、「道の駅251いいもりじゃがーロード」として登録[1]。
- 2025年（令和7年）11月1日 - 開駅（予定）[1][2]。

## 施設
- 駐車場 101台
- トイレ 23器
- 情報提供・休憩施設
- 観光案内所
- ベビーコーナー
- 非常用電源
- 備蓄倉庫
- 貯水槽
- 公衆無線LAN
- 物販施設
- 加工室
- 多目的交流スペース
- 体験・研修室
- 軒下ひろば、芝生ひろば
- サイクルラック
- EV充電施設

## アクセス
- 国道251号 - 登録路線

## 周辺
- 橘湾